# Epapatelo
Epapatelo (il cui nome dal Nhaneca significa "ala") è un genere estinto di pterosauro pterodactyloide pteranodonte vissuto nel Cretaceo superiore (Maastrichtiano), in quello che oggi è la Formazione Mocuio, della Provincia di Namibe, Angola. Il genere contiene una singola specie, la specie tipo E. otyikokolo, nota per ossa parziali dell'ala sinistra.

## Scoperta e denominazione
Dal 2005, il Projecto PaleoAngola effettua scavi a Bentiaba, portando alla prima scoperta di resti di pterosauri nella storia dell'Angola. I fossili recuperati consistono in quattordici esemplari di almeno undici individui. Due di questi rappresentano il nuovo taxon Epapatelo.
Nel 2022, la specie tipo Epapatelo otyikokolo è stata nominata e descritta da Alexandra E. Fernandes, Octávio Mateus, Brian Andres, Michael J. Polcyn, Anne S. Schulp, António Olímpio, Gonçalves e Louis L. Jacobs, come un nuovo genere e specie di pterosauro ptranodonte. Il nome del genere Epapatelo deriva dal Nhaneca, la lingua della popolazione nomade locale, e significa "ala". Il nome della specie, otyikokolo, deriva anch'esso dalla stessa lingua e significa "lucertola".
L'olotipo, MGUAN-PA650, è stato ritrovato in uno strato di arenaria della Formazione Mocuio, un deposito marino risalente al primo Maastrichtiano, tra i 71,64 e 71,4 milioni di anni fa. L'olotipo è costituito da un omero sinistro parziale articolato con un'ulna sinistra. Il paratipo, MGUAN-PA661, rappresenta un'ulna sinistra e un radio articolati. Tutte queste ossa sono conservate tridimensionalmente, senza compressione significativa, recuperate da una superficie di quindici ettari. Gli stessi strati hanno restituito anche i resti del plesiosauro Cardiocorax.

## Descrizione
L'apertura alare dell'olotipo è stata stimata a 4,8 metri. Il paratipo sarebbe stato un individuo più grande, con un'apertura alare di 5,6 metri. Parte del materiale ritrovato a Bentiaba suggerisce dimensioni ancora maggiori. Il quarto metacarpo dell'olotipo è stato estrapolato a circa 46 centimetri di lunghezza. Altrove in Angola, è stato trovato un IV dito manuale parziale che è di almeno 83 centimetri.

## Classificazione

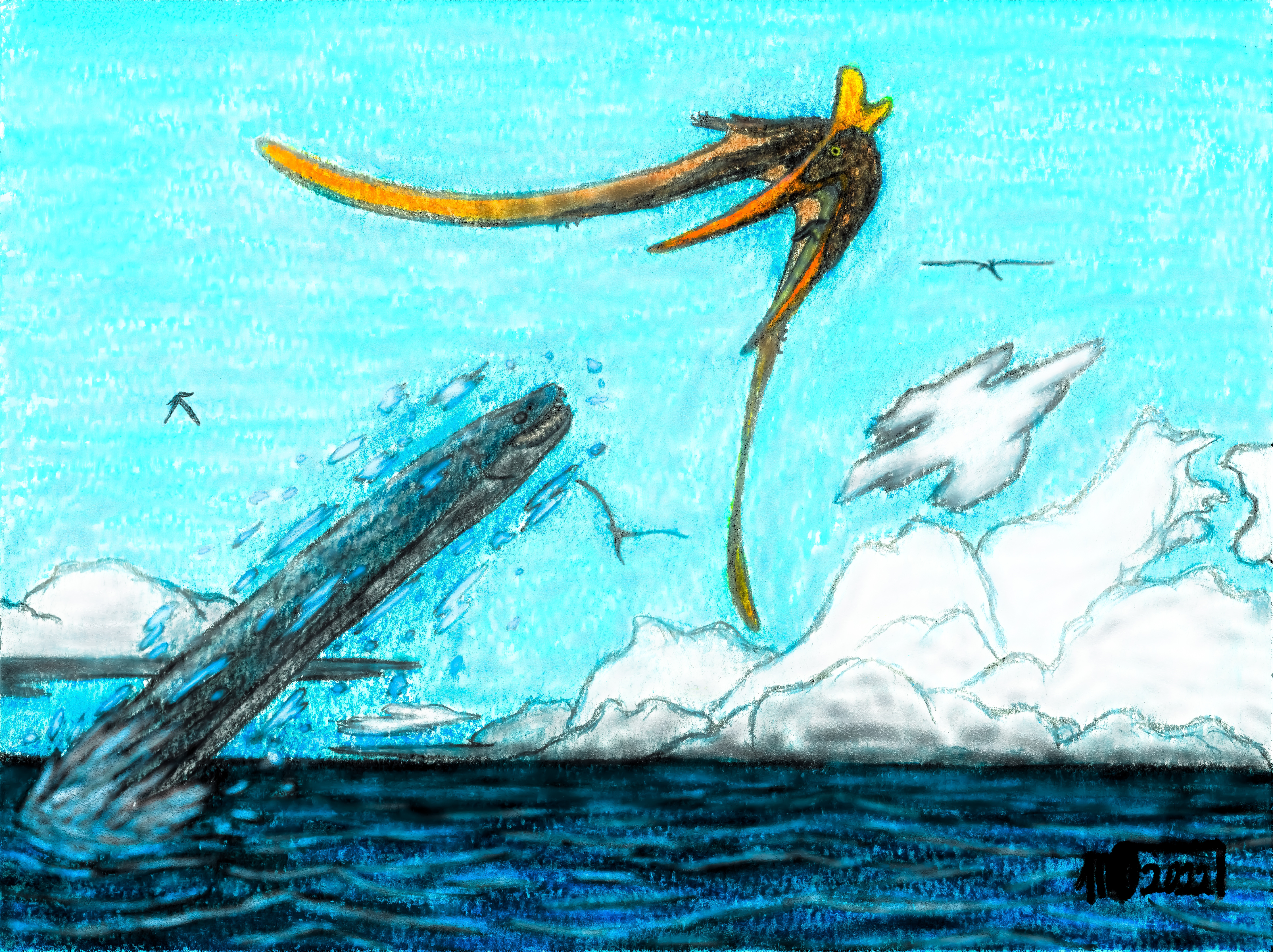
Ricostruzione artistica di Epapatelo con il contemporaneo Cardiocorax

Nelle loro analisi filogenetiche, Fernandes et al. (2022) hanno recuperato Epapatelo come taxon gemello di Simurghia e Alcione. Questi taxa, insieme ai Nyctosauridae, compongono il clade Aponyctosauria.
|  | Tethydraco                                                                     |
|  |                                                                                |
|  | \| \| Pteranodon longiceps \| \| \| \| \| \| Pteranodon sternbergi \| \| \| \| |
|  |                                                                                |
|  | Pteranodon longiceps                                                           |
|  |                                                                                |
|  | Pteranodon sternbergi                                                          |
|  |                                                                                |

|  | Pteranodon longiceps  |
|  |                       |
|  | Pteranodon sternbergi |
|  |                       |

|  | Epapatelo |
|  |           |
|  | Simurghia |
|  |           |
|  | Alcione   |
|  |           |

|  | Nyctosaurus lamegoi |
|  |                     |
|  | Nyctosaurus grandis |
|  |                     |

|  | Nyctosaurus nanus    |
|  |                      |
|  | Nyctosaurus gracilis |
|  |                      |

|  | Nyctosaurus lamegoi |
|  |                     |
|  | Nyctosaurus grandis |
|  |                     |

|  | Nyctosaurus nanus    |
|  |                      |
|  | Nyctosaurus gracilis |
|  |                      |

|  | Nyctosaurus lamegoi |
|  |                     |
|  | Nyctosaurus grandis |
|  |                     |

|  | Nyctosaurus nanus    |
|  |                      |
|  | Nyctosaurus gracilis |
|  |                      |

|  | Nyctosaurus lamegoi |
|  |                     |
|  | Nyctosaurus grandis |
|  |                     |

|  | Nyctosaurus nanus    |
|  |                      |
|  | Nyctosaurus gracilis |
|  |                      |

|  | Epapatelo |
|  |           |
|  | Simurghia |
|  |           |
|  | Alcione   |
|  |           |

|  | Nyctosaurus lamegoi |
|  |                     |
|  | Nyctosaurus grandis |
|  |                     |

|  | Nyctosaurus nanus    |
|  |                      |
|  | Nyctosaurus gracilis |
|  |                      |

|  | Nyctosaurus lamegoi |
|  |                     |
|  | Nyctosaurus grandis |
|  |                     |

|  | Nyctosaurus nanus    |
|  |                      |
|  | Nyctosaurus gracilis |
|  |                      |

|  | Nyctosaurus lamegoi |
|  |                     |
|  | Nyctosaurus grandis |
|  |                     |

|  | Nyctosaurus nanus    |
|  |                      |
|  | Nyctosaurus gracilis |
|  |                      |

|  | Nyctosaurus lamegoi |
|  |                     |
|  | Nyctosaurus grandis |
|  |                     |

|  | Nyctosaurus nanus    |
|  |                      |
|  | Nyctosaurus gracilis |
|  |                      |

|  | Epapatelo |
|  |           |
|  | Simurghia |
|  |           |
|  | Alcione   |
|  |           |

|  | Nyctosaurus lamegoi |
|  |                     |
|  | Nyctosaurus grandis |
|  |                     |

|  | Nyctosaurus nanus    |
|  |                      |
|  | Nyctosaurus gracilis |
|  |                      |

|  | Nyctosaurus lamegoi |
|  |                     |
|  | Nyctosaurus grandis |
|  |                     |

|  | Nyctosaurus nanus    |
|  |                      |
|  | Nyctosaurus gracilis |
|  |                      |

|  | Nyctosaurus lamegoi |
|  |                     |
|  | Nyctosaurus grandis |
|  |                     |

|  | Nyctosaurus nanus    |
|  |                      |
|  | Nyctosaurus gracilis |
|  |                      |

|  | Nyctosaurus lamegoi |
|  |                     |
|  | Nyctosaurus grandis |
|  |                     |

|  | Nyctosaurus nanus    |
|  |                      |
|  | Nyctosaurus gracilis |
|  |                      |

|  | Epapatelo |
|  |           |
|  | Simurghia |
|  |           |
|  | Alcione   |
|  |           |

|  | Nyctosaurus lamegoi |
|  |                     |
|  | Nyctosaurus grandis |
|  |                     |

|  | Nyctosaurus nanus    |
|  |                      |
|  | Nyctosaurus gracilis |
|  |                      |

|  | Nyctosaurus lamegoi |
|  |                     |
|  | Nyctosaurus grandis |
|  |                     |

|  | Nyctosaurus nanus    |
|  |                      |
|  | Nyctosaurus gracilis |
|  |                      |

|  | Nyctosaurus lamegoi |
|  |                     |
|  | Nyctosaurus grandis |
|  |                     |

|  | Nyctosaurus nanus    |
|  |                      |
|  | Nyctosaurus gracilis |
|  |                      |

|  | Nyctosaurus lamegoi |
|  |                     |
|  | Nyctosaurus grandis |
|  |                     |

|  | Nyctosaurus nanus    |
|  |                      |
|  | Nyctosaurus gracilis |
|  |                      |

|  | Epapatelo |
|  |           |
|  | Simurghia |
|  |           |
|  | Alcione   |
|  |           |

|  | Nyctosaurus lamegoi |
|  |                     |
|  | Nyctosaurus grandis |
|  |                     |

|  | Nyctosaurus nanus    |
|  |                      |
|  | Nyctosaurus gracilis |
|  |                      |

|  | Nyctosaurus lamegoi |
|  |                     |
|  | Nyctosaurus grandis |
|  |                     |

|  | Nyctosaurus nanus    |
|  |                      |
|  | Nyctosaurus gracilis |
|  |                      |

|  | Nyctosaurus lamegoi |
|  |                     |
|  | Nyctosaurus grandis |
|  |                     |

|  | Nyctosaurus nanus    |
|  |                      |
|  | Nyctosaurus gracilis |
|  |                      |

|  | Nyctosaurus lamegoi |
|  |                     |
|  | Nyctosaurus grandis |
|  |                     |

|  | Nyctosaurus nanus    |
|  |                      |
|  | Nyctosaurus gracilis |
|  |                      |

|  | Epapatelo |
|  |           |
|  | Simurghia |
|  |           |
|  | Alcione   |
|  |           |

|  | Nyctosaurus lamegoi |
|  |                     |
|  | Nyctosaurus grandis |
|  |                     |

|  | Nyctosaurus nanus    |
|  |                      |
|  | Nyctosaurus gracilis |
|  |                      |

|  | Nyctosaurus lamegoi |
|  |                     |
|  | Nyctosaurus grandis |
|  |                     |

|  | Nyctosaurus nanus    |
|  |                      |
|  | Nyctosaurus gracilis |
|  |                      |

|  | Nyctosaurus lamegoi |
|  |                     |
|  | Nyctosaurus grandis |
|  |                     |

|  | Nyctosaurus nanus    |
|  |                      |
|  | Nyctosaurus gracilis |
|  |                      |

|  | Nyctosaurus lamegoi |
|  |                     |
|  | Nyctosaurus grandis |
|  |                     |

|  | Nyctosaurus nanus    |
|  |                      |
|  | Nyctosaurus gracilis |
|  |                      |

|  | Epapatelo |
|  |           |
|  | Simurghia |
|  |           |
|  | Alcione   |
|  |           |

|  | Nyctosaurus lamegoi |
|  |                     |
|  | Nyctosaurus grandis |
|  |                     |

|  | Nyctosaurus nanus    |
|  |                      |
|  | Nyctosaurus gracilis |
|  |                      |

|  | Nyctosaurus lamegoi |
|  |                     |
|  | Nyctosaurus grandis |
|  |                     |

|  | Nyctosaurus nanus    |
|  |                      |
|  | Nyctosaurus gracilis |
|  |                      |

|  | Nyctosaurus lamegoi |
|  |                     |
|  | Nyctosaurus grandis |
|  |                     |

|  | Nyctosaurus nanus    |
|  |                      |
|  | Nyctosaurus gracilis |
|  |                      |

|  | Nyctosaurus lamegoi |
|  |                     |
|  | Nyctosaurus grandis |
|  |                     |

|  | Nyctosaurus nanus    |
|  |                      |
|  | Nyctosaurus gracilis |
|  |                      |

|  | Epapatelo |
|  |           |
|  | Simurghia |
|  |           |
|  | Alcione   |
|  |           |

|  | Nyctosaurus lamegoi |
|  |                     |
|  | Nyctosaurus grandis |
|  |                     |

|  | Nyctosaurus nanus    |
|  |                      |
|  | Nyctosaurus gracilis |
|  |                      |

|  | Nyctosaurus lamegoi |
|  |                     |
|  | Nyctosaurus grandis |
|  |                     |

|  | Nyctosaurus nanus    |
|  |                      |
|  | Nyctosaurus gracilis |
|  |                      |

|  | Nyctosaurus lamegoi |
|  |                     |
|  | Nyctosaurus grandis |
|  |                     |

|  | Nyctosaurus nanus    |
|  |                      |
|  | Nyctosaurus gracilis |
|  |                      |

|  | Nyctosaurus lamegoi |
|  |                     |
|  | Nyctosaurus grandis |
|  |                     |

|  | Nyctosaurus nanus    |
|  |                      |
|  | Nyctosaurus gracilis |
|  |                      |

|  | Tethydraco                                                                     |
|  |                                                                                |
|  | \| \| Pteranodon longiceps \| \| \| \| \| \| Pteranodon sternbergi \| \| \| \| |
|  |                                                                                |
|  | Pteranodon longiceps                                                           |
|  |                                                                                |
|  | Pteranodon sternbergi                                                          |
|  |                                                                                |

|  | Pteranodon longiceps  |
|  |                       |
|  | Pteranodon sternbergi |
|  |                       |

|  | Epapatelo |
|  |           |
|  | Simurghia |
|  |           |
|  | Alcione   |
|  |           |

|  | Nyctosaurus lamegoi |
|  |                     |
|  | Nyctosaurus grandis |
|  |                     |

|  | Nyctosaurus nanus    |
|  |                      |
|  | Nyctosaurus gracilis |
|  |                      |

|  | Nyctosaurus lamegoi |
|  |                     |
|  | Nyctosaurus grandis |
|  |                     |

|  | Nyctosaurus nanus    |
|  |                      |
|  | Nyctosaurus gracilis |
|  |                      |

|  | Nyctosaurus lamegoi |
|  |                     |
|  | Nyctosaurus grandis |
|  |                     |

|  | Nyctosaurus nanus    |
|  |                      |
|  | Nyctosaurus gracilis |
|  |                      |

|  | Nyctosaurus lamegoi |
|  |                     |
|  | Nyctosaurus grandis |
|  |                     |

|  | Nyctosaurus nanus    |
|  |                      |
|  | Nyctosaurus gracilis |
|  |                      |

|  | Epapatelo |
|  |           |
|  | Simurghia |
|  |           |
|  | Alcione   |
|  |           |

|  | Nyctosaurus lamegoi |
|  |                     |
|  | Nyctosaurus grandis |
|  |                     |

|  | Nyctosaurus nanus    |
|  |                      |
|  | Nyctosaurus gracilis |
|  |                      |

|  | Nyctosaurus lamegoi |
|  |                     |
|  | Nyctosaurus grandis |
|  |                     |

|  | Nyctosaurus nanus    |
|  |                      |
|  | Nyctosaurus gracilis |
|  |                      |

|  | Nyctosaurus lamegoi |
|  |                     |
|  | Nyctosaurus grandis |
|  |                     |

|  | Nyctosaurus nanus    |
|  |                      |
|  | Nyctosaurus gracilis |
|  |                      |

|  | Nyctosaurus lamegoi |
|  |                     |
|  | Nyctosaurus grandis |
|  |                     |

|  | Nyctosaurus nanus    |
|  |                      |
|  | Nyctosaurus gracilis |
|  |                      |

|  | Epapatelo |
|  |           |
|  | Simurghia |
|  |           |
|  | Alcione   |
|  |           |

|  | Nyctosaurus lamegoi |
|  |                     |
|  | Nyctosaurus grandis |
|  |                     |

|  | Nyctosaurus nanus    |
|  |                      |
|  | Nyctosaurus gracilis |
|  |                      |

|  | Nyctosaurus lamegoi |
|  |                     |
|  | Nyctosaurus grandis |
|  |                     |

|  | Nyctosaurus nanus    |
|  |                      |
|  | Nyctosaurus gracilis |
|  |                      |

|  | Nyctosaurus lamegoi |
|  |                     |
|  | Nyctosaurus grandis |
|  |                     |

|  | Nyctosaurus nanus    |
|  |                      |
|  | Nyctosaurus gracilis |
|  |                      |

|  | Nyctosaurus lamegoi |
|  |                     |
|  | Nyctosaurus grandis |
|  |                     |

|  | Nyctosaurus nanus    |
|  |                      |
|  | Nyctosaurus gracilis |
|  |                      |

|  | Epapatelo |
|  |           |
|  | Simurghia |
|  |           |
|  | Alcione   |
|  |           |

|  | Nyctosaurus lamegoi |
|  |                     |
|  | Nyctosaurus grandis |
|  |                     |

|  | Nyctosaurus nanus    |
|  |                      |
|  | Nyctosaurus gracilis |
|  |                      |

|  | Nyctosaurus lamegoi |
|  |                     |
|  | Nyctosaurus grandis |
|  |                     |

|  | Nyctosaurus nanus    |
|  |                      |
|  | Nyctosaurus gracilis |
|  |                      |

|  | Nyctosaurus lamegoi |
|  |                     |
|  | Nyctosaurus grandis |
|  |                     |

|  | Nyctosaurus nanus    |
|  |                      |
|  | Nyctosaurus gracilis |
|  |                      |

|  | Nyctosaurus lamegoi |
|  |                     |
|  | Nyctosaurus grandis |
|  |                     |

|  | Nyctosaurus nanus    |
|  |                      |
|  | Nyctosaurus gracilis |
|  |                      |

|  | Epapatelo |
|  |           |
|  | Simurghia |
|  |           |
|  | Alcione   |
|  |           |

|  | Nyctosaurus lamegoi |
|  |                     |
|  | Nyctosaurus grandis |
|  |                     |

|  | Nyctosaurus nanus    |
|  |                      |
|  | Nyctosaurus gracilis |
|  |                      |

|  | Nyctosaurus lamegoi |
|  |                     |
|  | Nyctosaurus grandis |
|  |                     |

|  | Nyctosaurus nanus    |
|  |                      |
|  | Nyctosaurus gracilis |
|  |                      |

|  | Nyctosaurus lamegoi |
|  |                     |
|  | Nyctosaurus grandis |
|  |                     |

|  | Nyctosaurus nanus    |
|  |                      |
|  | Nyctosaurus gracilis |
|  |                      |

|  | Nyctosaurus lamegoi |
|  |                     |
|  | Nyctosaurus grandis |
|  |                     |

|  | Nyctosaurus nanus    |
|  |                      |
|  | Nyctosaurus gracilis |
|  |                      |

|  | Epapatelo |
|  |           |
|  | Simurghia |
|  |           |
|  | Alcione   |
|  |           |

|  | Nyctosaurus lamegoi |
|  |                     |
|  | Nyctosaurus grandis |
|  |                     |

|  | Nyctosaurus nanus    |
|  |                      |
|  | Nyctosaurus gracilis |
|  |                      |

|  | Nyctosaurus lamegoi |
|  |                     |
|  | Nyctosaurus grandis |
|  |                     |

|  | Nyctosaurus nanus    |
|  |                      |
|  | Nyctosaurus gracilis |
|  |                      |

|  | Nyctosaurus lamegoi |
|  |                     |
|  | Nyctosaurus grandis |
|  |                     |

|  | Nyctosaurus nanus    |
|  |                      |
|  | Nyctosaurus gracilis |
|  |                      |

|  | Nyctosaurus lamegoi |
|  |                     |
|  | Nyctosaurus grandis |
|  |                     |

|  | Nyctosaurus nanus    |
|  |                      |
|  | Nyctosaurus gracilis |
|  |                      |

|  | Epapatelo |
|  |           |
|  | Simurghia |
|  |           |
|  | Alcione   |
|  |           |

|  | Nyctosaurus lamegoi |
|  |                     |
|  | Nyctosaurus grandis |
|  |                     |

|  | Nyctosaurus nanus    |
|  |                      |
|  | Nyctosaurus gracilis |
|  |                      |

|  | Nyctosaurus lamegoi |
|  |                     |
|  | Nyctosaurus grandis |
|  |                     |

|  | Nyctosaurus nanus    |
|  |                      |
|  | Nyctosaurus gracilis |
|  |                      |

|  | Nyctosaurus lamegoi |
|  |                     |
|  | Nyctosaurus grandis |
|  |                     |

|  | Nyctosaurus nanus    |
|  |                      |
|  | Nyctosaurus gracilis |
|  |                      |

|  | Nyctosaurus lamegoi |
|  |                     |
|  | Nyctosaurus grandis |
|  |                     |

|  | Nyctosaurus nanus    |
|  |                      |
|  | Nyctosaurus gracilis |
|  |                      |

|  | Epapatelo |
|  |           |
|  | Simurghia |
|  |           |
|  | Alcione   |
|  |           |

|  | Nyctosaurus lamegoi |
|  |                     |
|  | Nyctosaurus grandis |
|  |                     |

|  | Nyctosaurus nanus    |
|  |                      |
|  | Nyctosaurus gracilis |
|  |                      |

|  | Nyctosaurus lamegoi |
|  |                     |
|  | Nyctosaurus grandis |
|  |                     |

|  | Nyctosaurus nanus    |
|  |                      |
|  | Nyctosaurus gracilis |
|  |                      |

|  | Nyctosaurus lamegoi |
|  |                     |
|  | Nyctosaurus grandis |
|  |                     |

|  | Nyctosaurus nanus    |
|  |                      |
|  | Nyctosaurus gracilis |
|  |                      |

|  | Nyctosaurus lamegoi |
|  |                     |
|  | Nyctosaurus grandis |
|  |                     |

|  | Nyctosaurus nanus    |
|  |                      |
|  | Nyctosaurus gracilis |
|  |                      |